# Dhali
Dhali è una suddivisione dell'India, classificata come town panchayat, di 6.303 abitanti, situata nel distretto di Tirupur<https://web.archive.org/web/20100106074531/http://tiruppur.tn.nic.in/townpanchayat.html>, nello stato federato del Tamil Nadu. In base al numero di abitanti la città rientra nella classe V (da 5.000 a 9.999 persone).

## Geografia fisica
La città è situata a 10° 30' 0 N e 77° 10' 0 E e ha un'altitudine di 366 m s.l.m..

## Società

### Evoluzione demografica
Al censimento del 2001 la popolazione di Dhali assommava a 6.303 persone, delle quali 3.167 maschi e 3.136 femmine. I bambini di età inferiore o uguale ai sei anni assommavano a 613, dei quali 316 maschi e 297 femmine. Infine, coloro che erano in grado di saper almeno leggere e scrivere erano 3.718, dei quali 2.022 maschi e 1.696 femmine.